# Élections législatives de 1981 dans la Creuse
Les élections législatives françaises de 1981 dans la Creuse se déroulent les 14 et 21 juin 1981.

## Élus
| Circonscription | Député sortant     | Parti | Parti | Député élu ou réélu | Parti | Parti |
| --------------- | ------------------ | ----- | ----- | ------------------- | ----- | ----- |
| 1re             | Jean-Claude Pasty  |       | RPR   | André Lejeune       |       | PS    |
| 2e              | André Chandernagor |       | PS    | André Chandernagor  |       | PS    |

## Positionnement des partis
Le Parti socialiste se présente dans les deux circonscriptions creusoises et soutient dans celle d'Aubusson le député sortant André Chandernagor. Quant au Parti communiste français, il présente deux candidats, Jacky Laplume et Raymond Labrousse, sous l'appellation « majorité d'union de la gauche ».
Enfin, la majorité sortante, réunie dans l'Union pour la nouvelle majorité (UNM), soutient des candidats dans l'ensemble des circonscriptions, dont le sortant Jean-Claude Pasty. Les deux candidats UNM sont membres du Rassemblement pour la République.

## Résultats

### Résultats à l'échelle du département
| Parti          | Parti                            | Premier tour | Premier tour | Second tour | Second tour | Sièges |
| Parti          | Parti                            | Voix         | %            | Voix        | %           | Sièges |
| -------------- | -------------------------------- | ------------ | ------------ | ----------- | ----------- | ------ |
|                | Parti socialiste                 | 35 188       | 42,95        | 51 991      | 59,36       | 2      |
|                | Parti communiste français        | 14 835       | 18,11        | Retrait     | Retrait     | 0      |
|                | Majorité présidentielle          | 50 023       | 61,06        | 51 991      | 59,36       | 2      |
|                |                                  |              |              |             |             |        |
|                | Rassemblement pour la République | 31 905       | 38,94        | 35 595      | 40,64       | 0      |
|                | Union pour la nouvelle majorité  | 31 905       | 38,94        | 35 595      | 40,64       | 0      |
|                |                                  |              |              |             |             |        |
| Inscrits       | Inscrits                         | 113 902      | 100,00       | 113 895     | 100,00      | 2      |
| Abstentions    | Abstentions                      | 31 005       | 27,22        | 25 051      | 21,99       |        |
| Votants        | Votants                          | 82 897       | 72,78        | 88 844      | 78,01       |        |
| Blancs et nuls | Blancs et nuls                   | 969          | 1,17         | 1 258       | 1,42        |        |
| Exprimés       | Exprimés                         | 81 928       | 98,83        | 87 586      | 98,58       |        |

### Résultats par circonscription

#### Première circonscription (Guéret)
| Candidat       | Candidat                  | Parti          | Premier tour | Premier tour | Second tour | Second tour |  |
| Candidat       | Candidat                  | Parti          | Voix         | %            | Voix        | %           |  |
| -------------- | ------------------------- | -------------- | ------------ | ------------ | ----------- | ----------- |  |
|                | Jean-Claude Pasty sortant | RPR (UNM)      | 18 515       | 45,22        | 20 273      | 45,59       |  |
|                | André Lejeune élu         | PS             | 16 531       | 40,37        | 24 196      | 54,41       |  |
|                | Jacky Laplume             | PCF            | 5 901        | 14,41        |             |             |  |
|                |                           |                |              |              |             |             |  |
| Inscrits       | Inscrits                  | Inscrits       | 54 801       | 100,00       | 54 795      | 100,00      |  |
| Abstentions    | Abstentions               | Abstentions    | 13 424       | 24,5         | 9 889       | 18,05       |  |
| Votants        | Votants                   | Votants        | 41 377       | 75,5         | 44 906      | 81,95       |  |
| Blancs et nuls | Blancs et nuls            | Blancs et nuls | 430          | 1,04         | 437         | 0,97        |  |
| Exprimés       | Exprimés                  | Exprimés       | 40 947       | 98,96        | 44 469      | 99,03       |  |

#### Deuxième circonscription (Aubusson)
| Candidat       | Candidat                         | Parti          | Premier tour | Premier tour | Second tour | Second tour |  |
| Candidat       | Candidat                         | Parti          | Voix         | %            | Voix        | %           |  |
| -------------- | -------------------------------- | -------------- | ------------ | ------------ | ----------- | ----------- |  |
|                | André Chandernagor sortant réélu | PS             | 18 657       | 45,53        | 27 795      | 64,46       |  |
|                | Bernard de Froment               | RPR (UNM)      | 13 390       | 32,67        | 15 322      | 35,54       |  |
|                | Raymond Labrousse                | PCF            | 8 934        | 21,80        | Retrait     | Retrait     |  |
|                |                                  |                |              |              |             |             |  |
| Inscrits       | Inscrits                         | Inscrits       | 59 101       | 100,00       | 59 100      | 100,00      |  |
| Abstentions    | Abstentions                      | Abstentions    | 17 581       | 29,75        | 15 162      | 25,65       |  |
| Votants        | Votants                          | Votants        | 41 520       | 70,25        | 43 938      | 74,35       |  |
| Blancs et nuls | Blancs et nuls                   | Blancs et nuls | 539          | 1,3          | 821         | 1,87        |  |
| Exprimés       | Exprimés                         | Exprimés       | 40 981       | 98,7         | 43 117      | 98,13       |  |